# Martina Boscoscuro
Martina Boscoscuro (San Donà di Piave, 2 settembre 1988) è un'ex pallavolista italiana.
Giocava nel ruolo di libero.

## Carriera
Martina Boscoscuro comincia a giocare nel Pool Piave nel 2001, partendo dalla serie D: in quattro stagioni, con la squadra della sua città, otterrà due promozioni arrivando in Serie B1.
Nella stagione 2005-06 partecipa al suo primo campionato da professionista grazie all'ingaggio dell'Esperia Cremona Pallavolo in serie A2, mentre nella stagione successiva fa il suo esordio in serie A1 con la maglia del Volley Club Padova.
Nelle due stagioni successive partecipa nuovamente ai campionati di serie A2 prima con il River Volley Piacenza e poi nuovamente con l'Esperia Cremona, ottenendo posizionamenti di metà classifica.
Nella stagione 2009-10 viene ingaggiata dalla squadra campione d'Italia del Robursport Volley Pesaro, come secondo libero, sostituta di Elke Wijnhoven, venendo però utilizzata spesso nel turno in battuta o per migliorare la ricezione e vincendo una supercoppa italiana e lo scudetto.
Nella stagione 2010-11 torna nuovamente in serie A2 nel Volley 2002 Forlì, anche se a metà annata viene ceduta al Dauphines Charleroi, militante nel campionato belga.
Nella stagione 2011-12 ritorna in Italia, nella Polisportiva Antares di Sala Consilina, sempre in serie cadetta, dove resta per due annata; nella stagione 2013-14 va a giocare in Germania grazie all'acquisto da parte del 1. Volleyball-Club Wiesbaden, in 1. Bundesliga.
Nella stagione 2014-15 viene ingaggiata dall'Imoco Volley di Conegliano, in Serie A1, categoria dove resta anche nell'annata successiva vestendo però la maglia del neopromosso Neruda Volley di Bronzolo: al termine del campionato si ritira dall'attività agonistica.

## Palmarès

### Club
- Campionato italiano: 1

2009-10
- Supercoppa italiana: 1

2009